# Lääniste
Lääniste es una aldea del municipio de Kastre, en el condado de Tartu, Estonia, con una población censada a final del año 2011 de 143 habitantes. Para el año 2020 se registran 125.

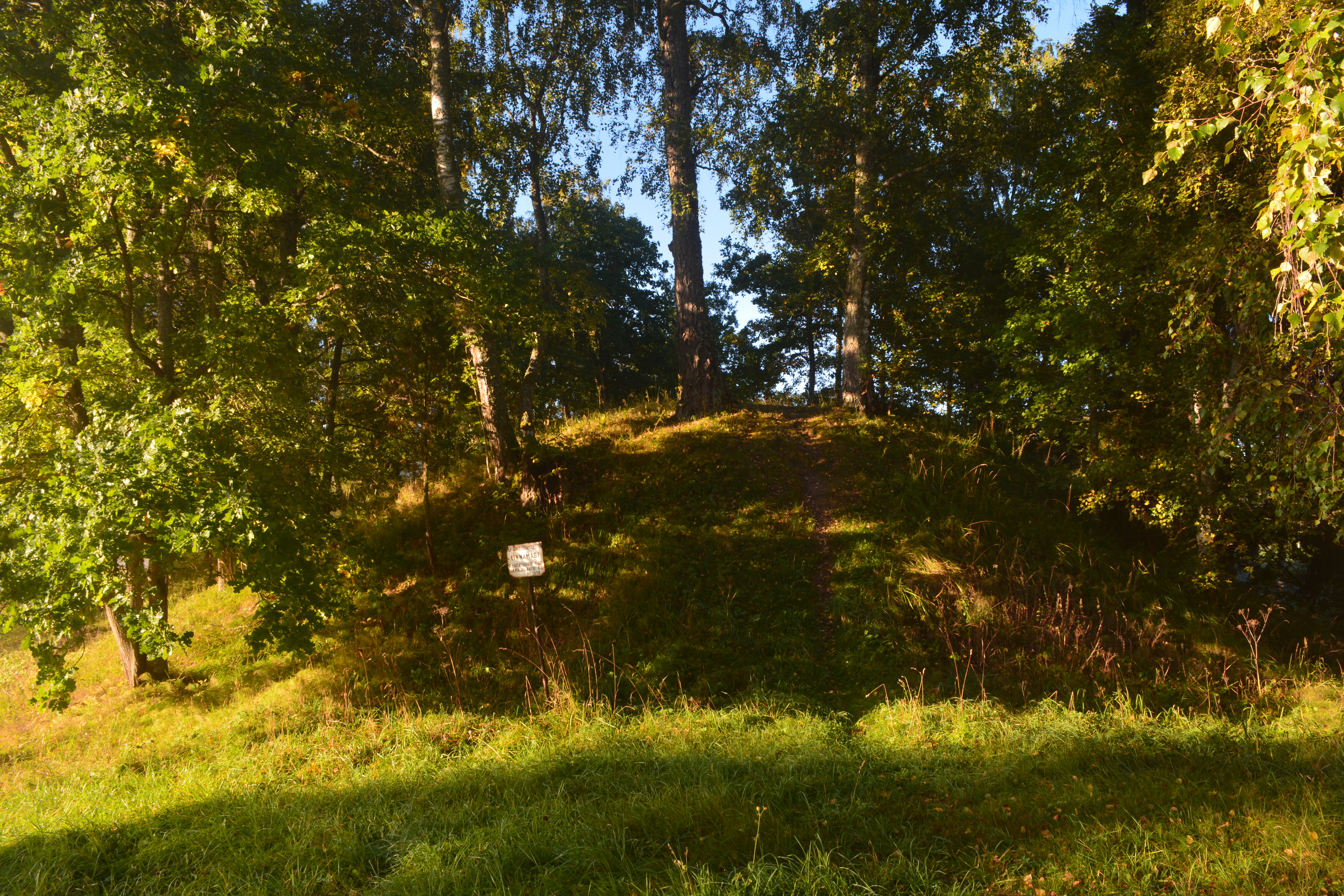
Paisaje de Lääniste

Se encuentra ubicada al sur del condado, al sur del río Emajõgi (el río es un punto central del pueblo) y al oeste del lago Peipus y la frontera con Rusia.